# 玉畹梵芳
玉畹梵芳（1348年—1420年），日本佛教禅宗僧人、画家、诗人及书法家。他作为画家，专攻水墨画创作，他在日本京都两座重要的寺院建仁寺和南禅寺做住持。